# Somplar
Somplar is een plaats in de Duitse gemeente Bromskirchen, deelstaat Hessen, en telt 467 inwoners (2007).